# Leptoceryx
Leptoceryx este un gen de insecte lepidoptere din familia Arctiidae.

Cladograma conform Catalogue of Life:
| Leptoceryx | \| \| Leptoceryx caudatula \| \| \| \| \| \| Leptoceryx pusilla \| \| \| \| |
|            | \| \| Leptoceryx caudatula \| \| \| \| \| \| Leptoceryx pusilla \| \| \| \| |
|            | Leptoceryx caudatula                                                        |
|            |                                                                             |
|            | Leptoceryx pusilla                                                          |
|            |                                                                             |